# 0 (cifră)
Zero înseamnă, primordial în matematică, dar nu numai în matematică, absența oricărei cantități. Trăind într-o lume materială, omului i-a fost foarte greu să înțeleagă noțiunea de zero ca un concept.
Totuși, matematicienii și filozofii marilor civilizații ale omenirii au conceptualizat că ne-existența unei cantități reale trebuie să aibă o identitate clară, de sine stătătoare.
Nici grecii antici, dar nici romanii nu recunoșteau zero ca fiind o cifră. 
Probabil că în India, acum circa 4500 de ani, se găsește prima documentare a necesității existenței cifrei zero, cu semnificația de gol, nimic sau absența a ceva ce există. Utilizând un sistem zecimal de măsuri și greutăți, cu submultiplii fracționari de tipul 1/2, 1/5, 1/10, 1/20, 1/50, 1/100, ... , indienii antici au ajuns să definească o "minusculă" dimensiune liniară, o lungime egală aproximativ cu 1,704 mm, lungime pe care au denumit-o sunya, adică gol sau nimic. Această definiție a condus la existența, pentru prima dată în matematică a rezultate negative sau nule, pentru că înainte de această definire, doar rezultate pozitive erau posibile.
Mult mai târziu, arabii au preluat conceptul, realizând și primul sistem zecimal de numerație, așa cum îl știm astăzi, cu zece cifre, 0, 1, 2, 3, 4, 5, 6, 7, 8 și 9. Zero a devenit un simbol special al sistemului zecimal primind numele de sifr, care a derivat mai apoi în toate limbile moderne, fiind, spre exemplu, cifră în limba română, Ziffer în limba germană, chiffre în limba franceză, cyfra în limba poloneză etc.
Cuvântul cel mai des utilizat pentru 0 este astăzi zero. La fel ca si cuvântul nil, acesta are originea în Italia; origine datorită matematicianului Leonardo Fibonacci, care a luat cuvântul arab "sifr" (adică gol) și l-a italienizat, rezultatul fiind cuvântul "Zefiro", care a fost ulterior abreviat "zero".

## În matematică

### 0 ca număr
Zero este și un număr, notat cu cifra 0. O definiție conceptuală a termenului „număr” este bazată pe o proprietate comună a tuturor mulțimilor cu acel număr de elemente (această definiție nu este riguroasă). Conform acestui concept, numărul 0 semnifică faptul că toate mulțimile de acel tip sunt vide (goale), neconținând niciun element. Remarcă suplimentară: există o singură mulțime vidă.

### 0 și nedeterminările matematice
Rezultate pentru următoarele operații nu pot fi definite consistent cu regulile algebrice: 00, 0/0, 0×∞ și ∞0. Sunt exemple de nedeterminare algebrică. Opusul lui zero nu este un număr finit.

### Proprietăți
- Este un număr prim Mersenne.[1]
- Este un număr decagonal.[2][3]